# Коготово
Коготово (тат. Кугытау) — деревня в Колосовском районе Омской области России. Входит в состав Колосовского сельского поселения.

## География
Деревня находится на севере центральной части Омской области, в пределах Ишимской равнины, на северном берегу озера Жилое, на расстоянии примерно 6 км (по прямой) к северо-северо-западу (NNW) от села Колосовка, административного центра района. Абсолютная высота — 103 м над уровнем моря.

### Часовой пояс
Деревня Коготово, как и вся Омская область, находится в часовой зоне МСК+3. Смещение применяемого времени относительно UTC составляет +6:00.

## Население
| 2010 |
| ---- |
| 124  |

Гендерный состав
По данным Всероссийской переписи населения 2010 года в гендерной структуре населения мужчины составляли 54 %, женщины — соответственно 46 %.
Национальный состав
Согласно результатам переписи 2002 года, в национальной структуре населения татары составляли 100 % из 145 чел.

## Улицы
Уличная сеть деревни состоит из одной улицы (ул. Коготовская).